# San Antonio Mulix
San Antonio Mulix es una población del municipio de Umán en el estado de Yucatán localizado en el sureste de México.

## Toponimia
El nombre (San Antonio Mulix) hace referencia a Antonio de Padua y Mulix proviene del idioma maya.

## Demografía
Según el censo de 2005 realizado por el INEGI, la población de la localidad era de 24 habitantes, de los cuales 14 eran hombres y 10 eran mujeres.
| 82                          | 91 | 75 | 114 | 74 | 44 | 35 | 36 | 24 |
| (Fuente: INEGI [Consultar]) |    |    |     |    |    |    |    |    |

## Galería

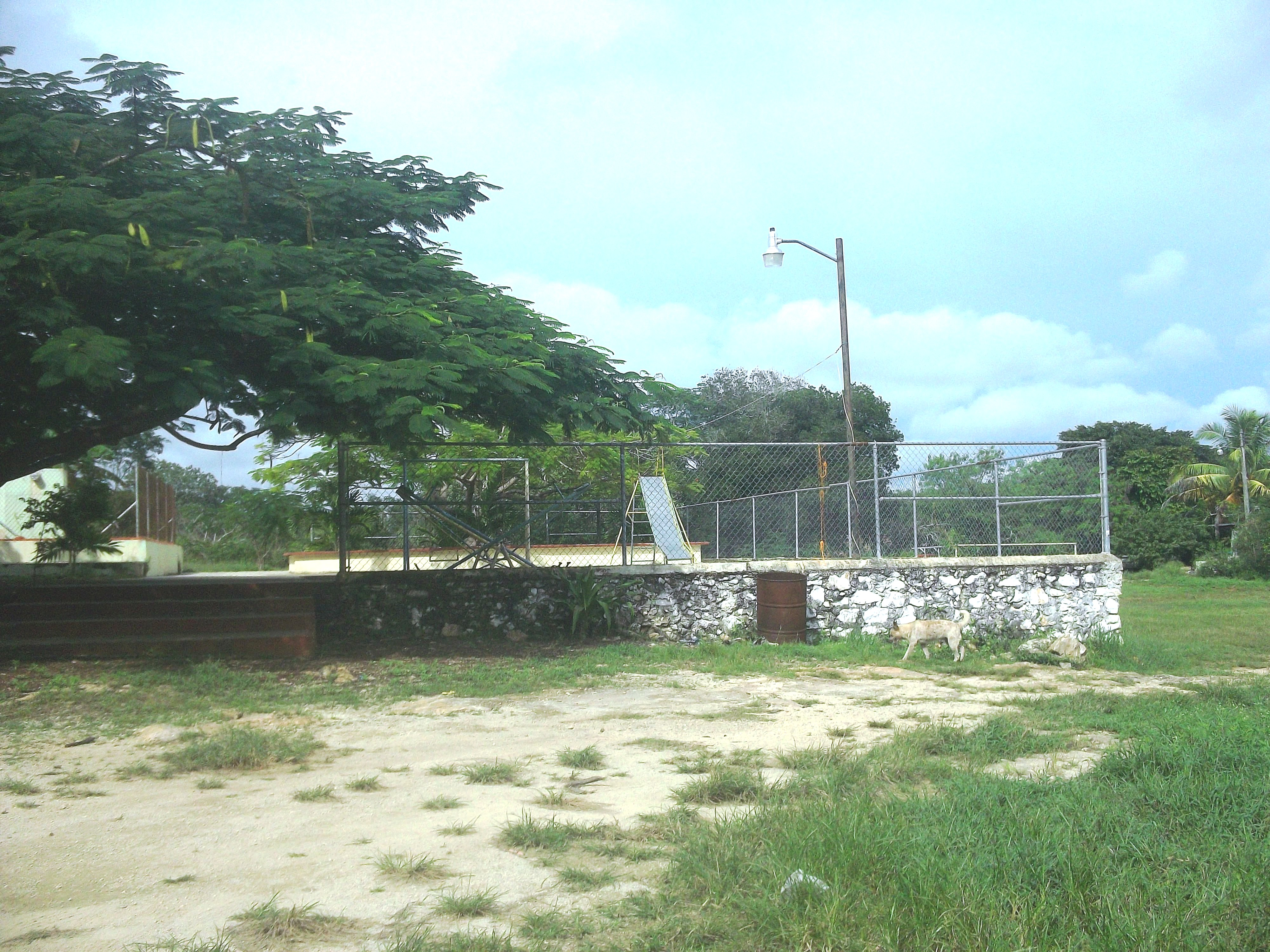
Parque principal.
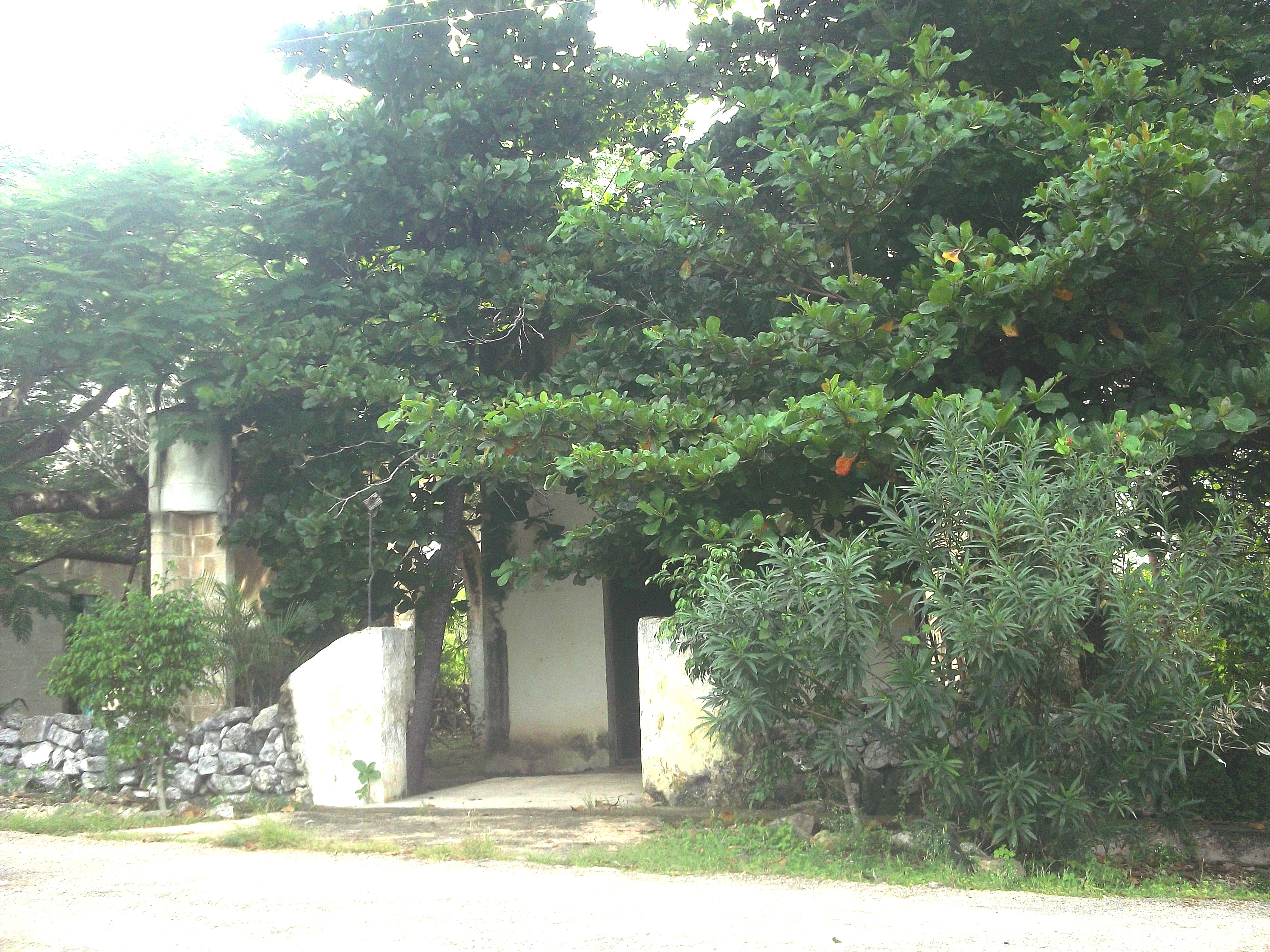
Iglesia.
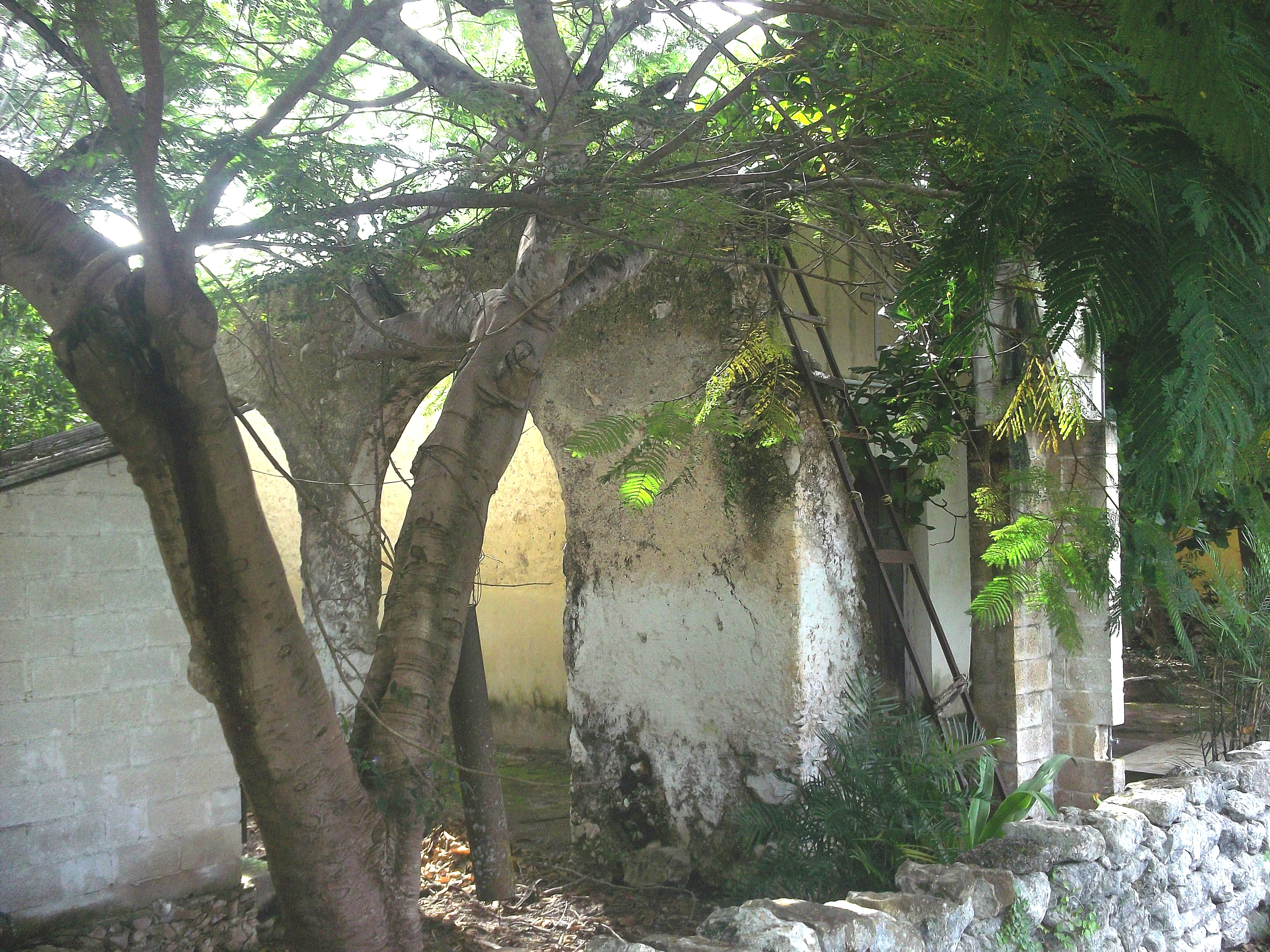
Iglesia.